# Surrey Grass Court Championships 1981
Il Surrey Grass Court Championships 1981 è stato un torneo di tennis giocato sull'erba. È stata la 21ª edizione del Surrey Grass Court Championships, che fa del WTA Tour 1981. Si è giocato a Surbiton in Gran Bretagna dal 9 al 15 giugno 1981.

## Campionesse

### Singolare
Betsy Nagelsen ha battuto in finale  Barbara Hallquist con il punteggio di 6–4, 3–6, 6–3

### Doppio
Sue Barker /  Ann Kiyomura hanno battuto in finale  Billie Jean King /  Ilana Kloss con il punteggio di 6–1, 6–7, 6–1